# Somers (Iowa)
Somers és una població dels Estats Units a l'estat d'Iowa. Segons el cens del 2000 tenia 165 habitants.

## Demografia
Segons el cens del 2000, Somers tenia 165 habitants, 61 habitatges, i 51 famílies. La densitat de població era de 182 habitants/km².
Dels 61 habitatges en un 27,9% hi vivien nens de menys de 18 anys, en un 67,2% hi vivien parelles casades, en un 13,1% dones solteres, i en un 14,8% no eren unitats familiars. En el 9,8% dels habitatges hi vivien persones soles el 4,9% de les quals corresponia a persones de 65 anys o més que vivien soles. El nombre mitjà de persones vivint en cada habitatge era de 2,7 i el nombre mitjà de persones que vivien en cada família era de 2,92.
Per edats la població es repartia de la següent manera: un 24,8% tenia menys de 18 anys, un 8,5% entre 18 i 24, un 24,8% entre 25 i 44, un 22,4% de 45 a 60 i un 19,4% 65 anys o més.
L'edat mediana era de 40 anys. Per cada 100 dones de 18 o més anys hi havia 96,8 homes.
La renda mediana per habitatge era de 31.250 $ i la renda mediana per família de 43.750 $. Els homes tenien una renda mediana de 32.083 $ mentre que les dones 21.250 $. La renda per capita de la població era de 15.777 $. Entorn de l'11,5% de les famílies i el 15,9% de la població estaven per davall del llindar de pobresa.

## Poblacions més properes
El següent diagrama mostra les poblacions més properes.